# مناطق أوغندا

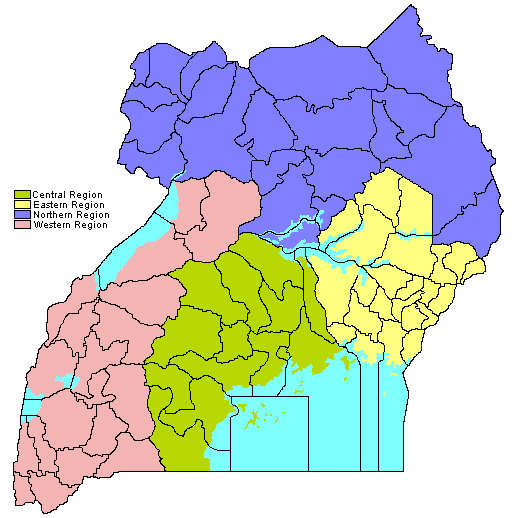
مناطق أوغندا (بحدود المقاطعة كما كانت في عام 2006)

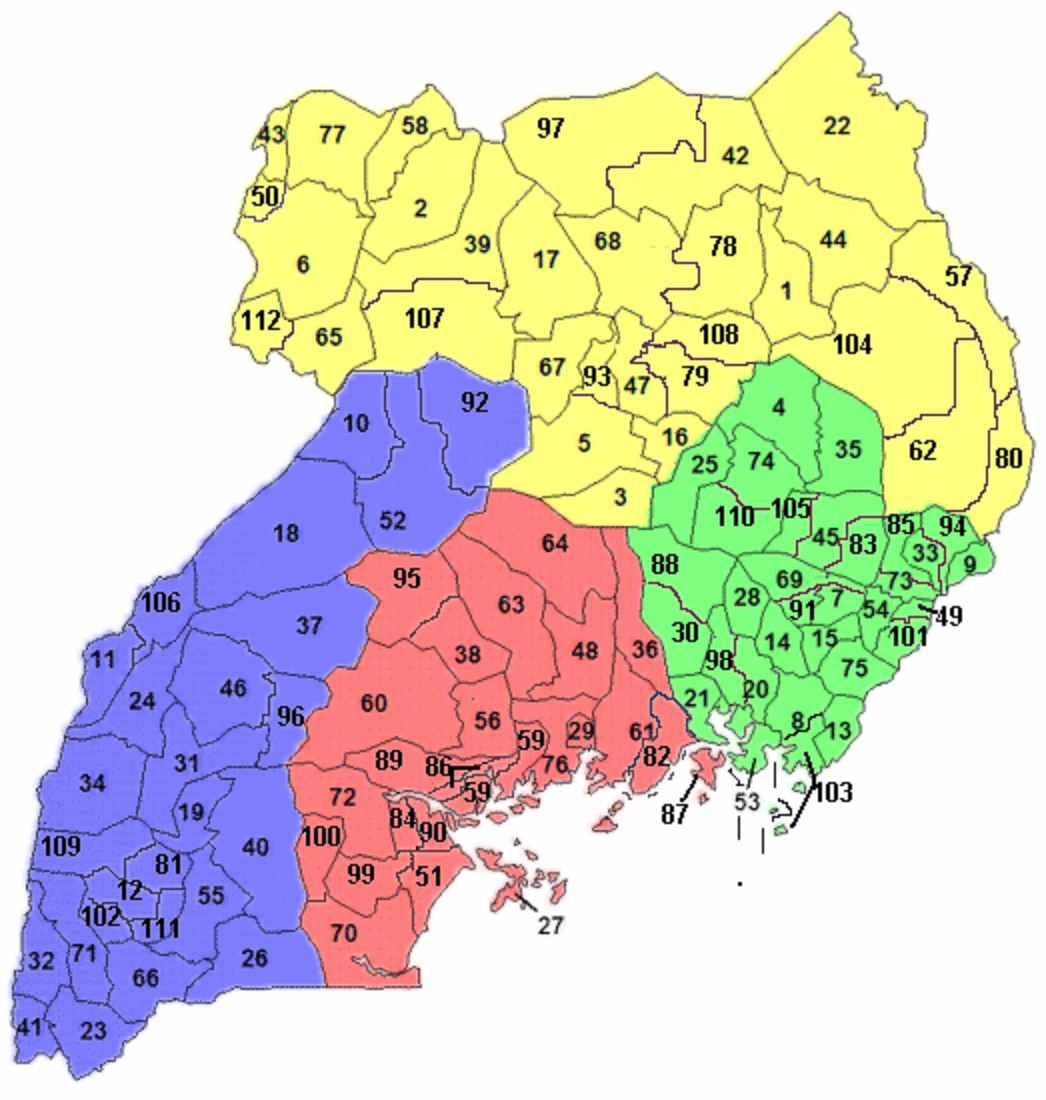
مناطق أوغندا (مع حدود المقاطعة كما كانت في عام 2010)

تعرف مناطق أوغندا بالمناطق الوسطى والغربية والشرقية والشمالية. وتنقسم هذه المناطق الأربع بدورها إلى ضواحي. كان هناك 56 ضاحية في عام 2002، والتي توسعت إلى 111 ضاحية بالإضافة إلى مدينة واحدة (كمبالا) بحلول عام 2010.
تتفاعل الحكومة الوطنية مباشرة مع الضواحي، لذلك لا يكون للمناطق أي دور محدد في الإدارة. تحت الحكم البريطاني قبل عام 1962، كانت المناطق وحدات إدارية وظيفية وكانت تسمى المقاطعات، تدار من قبل مفوض المقاطعة. المنطقة الوسطى هي مملكة بوغندا، التي كانت عندها حكومة شبه مستقلة يرأسها كاباكا (الملك). وما يعادل المفوض الإقليمي لبوغندا كان يسمى المقيم.
في إحصاء عام 2002 في أوغندا، تضم المنطقة الوسطى (التي تتوافق مع مملكة بوغندا، إحدى الملكيات الإفريقية القديمة المعترف بها دستوريًا في أوغندا) 27 في المائة من سكان البلاد، والمنطقة الغربية تضم 26 في المائة، والمنطقة الشرقية 25 في المئة، والمنطقة الشمالية 22 في المئة.
كانت الكثافة السكانية للبلد حسب المنطقة 226 شخص لكل كيلومتر مربع في المنطقة الشرقية، و176 شخصا لكل كيلومتر مربع في المنطقة الوسطى، و126 شخصا لكل كيلومتر مربع في المنطقة الغربية، و65 شخصا لكل كيلومتر مربع في المنطقة الشمالية.
في عام 2002 كان ما يقرب من 3 ملايين شخص، أو 12 في المئة من سكان البلاد، يعيشون في المناطق الحضرية. تضم المنطقة الوسطى 54 في المائة من سكان المدن (معظمهم في مدينة كمبالا) والمنطقة الشمالية 17 في المائة، والمنطقة الغربية 14 في المائة، والمنطقة الشرقية 13 في المائة.
| المنطقة          | عدد السكان (تعداد 1991) | عدد السكان (تعداد 2002) | عدد السكان (تعداد 2014) | المساحة                       |
| ---------------- | ----------------------- | ----------------------- | ----------------------- | ----------------------------- |
| المنطقة الوسطى   | 4٬843٬594               | 6٬575٬425               | 9٬529٬227               | 61,403.2 كـم2 (23,707.9 ميل2) |
| المنطقة الغربية  | 4٬547٬687               | 6٬298٬075               | 8٬874٬862               | 55,276.6 كـم2 (21,342.4 ميل2) |
| المنطقة الشرقية  | 4٬128٬469               | 6٬204٬915               | 9٬042٬422               | 39,478.8 كـم2 (15,242.8 ميل2) |
| المنطقة الشمالية | 3٬151٬955               | 5٬148٬882               | 7٬188٬139               | 85,391.7 كـم2 (32,969.9 ميل2) |